# Ovada
Ovada är en ort och kommun i provinsen Alessandria i regionen Piemonte i Italien. Kommunen hade 11 299 invånare (2018).